# Szumirad (stacja kolejowa)
Szumirad – stacja kolejowa w miejscowości Szumirad, w województwie opolskim, w powiecie kluczborskim, w gminie Lasowice Wielkie, w Polsce.